# Злама пшыка
◌ܸ (ܙܠܵܡܵܐ ܦܫܝܼܩܵܐ, злама пшыка) — огласовка в сирийском письме.

## Использование
Используется только в восточносирийском (несторианском) письме, выглядит как две горизонтальных точки под буквой (◌ܸ) и обозначает [eː] (в сирийском языке) или [i] (в ассирийском). В западносирийском письме ей соответствует хваса (◌ܺ).
В романизации ALA-LC передаётся как e, а в романизации BGN/PCGN — как i.

## Кодировка
Злама пшыка была добавлена в стандарт Юникод в версии 3.0 в блок «Сирийское письмо» (англ. Syriac) под шестнадцатеричным кодом U+0738.